# Тхапа, Дебендра
Дебендра (Дебинд) Тхапа (англ. Debendra (Debind) Thapa; род. 26 июня 1977, Сьянгджа, Западный регион) — индийский боксёр. Участник летних Олимпийских игр 1996 года.

## Биография
Дебендра Тхапа родился 26 июня 1977 года в непальском районе Сьянгджа.
В 1995 году завоевал золотую медаль боксёрского турнира Южноазиатских игр в Мадрасе в первом наилегчайшем весе.
В 1996 году вошёл в состав сборной Индии на летних Олимпийских играх в Атланте. В весовой категории до 48 кг в 1/16 финала проиграл Рафаэлю Лосано из Испании, после того как на 2-й минуте первого раунда судья остановил поединок из-за сильного удара Тхапы в голову.
В 1998 году перешёл в профессионалы. Все 28 поединков провёл в США, одержал 20 побед (в том числе 11 нокаутом), один бой завершил вничью, шесть проиграл, один не состоялся. Дважды участвовал в боях за звание чемпиона WBC-NABF, но оба раза проиграл: в 2001 году Оскару Андраде из Мексики, в 2003 году Давиду Донису из Гватемалы.
В 2006 году завершил выступления.